# Henneberg (zamek)

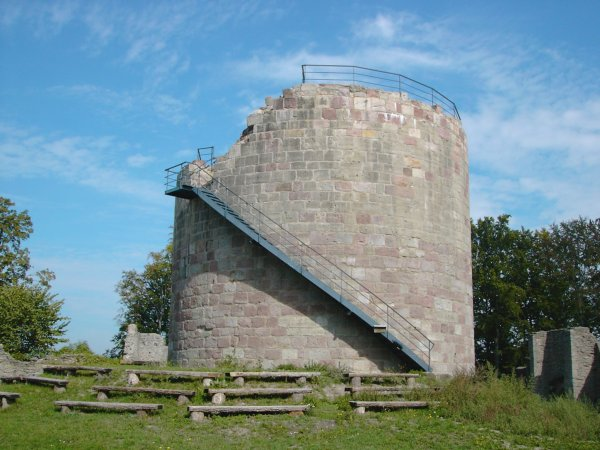
Zamkowy stołp

Zamek Henneberg – średniowieczny zamek, leżący na południe od Henneberga, w Turyngii, w Niemczech.
Zamek powstał ok. XI wieku. Po raz pierwszy wzmiankowany w 1096, jako własność grafa Godebolda II i jego brata Poppo von Henneberg. Przez wieki był własnością rodu von Henneberg i bocznych linii (Botenlauben, Strauf, Hartenberg, Aschach, Römhild i Schleusingen). Od 1274 należał do grafa Bertholda VII von Henneberg-Schleusingen – opiekuna księcia Ludwika (późniejszego cesarza Ludwika IV). Graf Berthold w 1310 otrzymał także tytuł książęcy.
W XIII w. zamek został rozbudowany, umocniony i pełnił funkcje reprezentacyjne. Stracił na znaczeniu w XIV w. Zaś w 1525 został zniszczony w trakcie wojny chłopskiej. Od tamtego czasu nie był odbudowany. Ponadto w 1583 zmarł ostatni przedstawiciel męskiej linii von Henneberg-Schleusingen – graf Georg Ernst. Mimo to, część zamku była zamieszkiwana aż do początku XVII w.
W 1784 ruiny zamku znalazły się w ręku księcia Georga I von Sachsen-Meiningen, który planował przywrócić im dawną świetność. W XIX w. podjęte zostały także pierwsze prace wykopaliskowe. Kontynuował je w latach 30. XX w. dr Friedrich Tenner z Hennebersko-Frankijskiego Towarzystwa Historycznego (Hennebergisch-Fränkischen-Geschichtsverein).
Po 1945 zamek znalazł się w pasie granicznym między NRD a RFN. Dopiero po zjednoczeniu Niemiec można było podjąć prace nad zachowaniem zamku. Okoliczni mieszkańcy założyli wówczas klub miłośników zamku Henneberg. Dodatkowo opiekę nad zamkiem roztoczyła fundacja "Stiftung Thüringer Schlösser und Gärten". Po 1992 prowadzono również badania archeologiczne.